# Gare de Gilly-sur-Loire
La gare de Gilly-sur-Loire est une halte ferroviaire française située sur la commune de Gilly-sur-Loire dans le département de Saône-et-Loire en région Bourgogne-Franche-Comté.

## Situation ferroviaire
La gare de Gilly-sur-Loire est située sur la ligne de Moulins à Mâcon, entre les gares ouvertes de Dompierre-Sept-Fons (s'y intercale la gare de Diou inexploitée) et de Saint-Agnan.

## Service des voyageurs

### Accueil
Halte SNCF, c'est un point d'arrêt non géré (PANG) à entrée libre.

### Dessertes
Gilly-sur-Loire est desservie par des trains TER Bourgogne-Franche-Comté reliant les gares de Moulins et de Paray-le-Monial, Montchanin et Dijon (3 allers pour Moulins et 4 pour Paray-le-Monial, dont 1 pour Dijon).
Des autocars (relation Moulins – Paray-le-Monial) complètent la desserte (5 allers et retours par jour en semaine).